# Metoděj Prajka
Metoděj Prajka (* 5. Juli 1898 in Lanžhot (deutsch: Landshut in Mähren); † 7. Februar 1962 ebenda) war ein tschechischer Komponist, Klarinettist und Tenorhornist.

## Leben
Metodej Prajka musste durch den frühen Tod seiner Mutter zusammen mit seinem Vater als Musiker umherziehen, um Geld für die Familie zu verdienen. Dieses Musizieren in der Kapelle seines Vaters war seine einzige musikalische Ausbildung. Beim Militär wurde er dann musikalisch weitergebildet. Metodej Prajka hat sein ganzes Leben hindurch komponiert und zahlreiche Märsche, Polkas und Walzer im mährischen Stil geschrieben.

## Wirkung
Prajka hat die mährische Blasmusik wie nur wenige geprägt („Alle spielen Prajka, aber keiner weiß, wer er war“). Er ist auch im 21. Jahrhundert bei zahlreichen Kapellen, die mährische Blasmusik pflegen (z. B. Mistříňanka), einer der beliebtesten und immer noch meistgespielten Komponisten. Die Kompositionen von Prajka, die sich durch einen besonderen Impetus, den „mährischen Swing“ (insbesondere bei den Polkas), auszeichnen, sind auch von ambitionierten Laienorchestern gut spielbar. Prajkas Ländler, sind in der Regel solistisch angelegt und weisen einen zuweilen meditativ-entspannenden Charakter auf.

## Werke (Auszug)
- Die Mädchen aus Lanžhot
- Frühlingsblumen
- Märchenwalzer
- Polka Nr. 37
- Oho Polka
- Jedina (Sousedska)